# Kees Vlak
Cornelis (Kees) Vlak (* 30. September 1938 in Amsterdam; † 5. Dezember 2014 in Schoorl) war ein niederländischer Komponist und Musiker. Er benutzte für Werke bestimmter Genres die Pseudonyme „Robert Allmend“, „Llano“, „Luigi di Ghisallo“, „Alfred Bösendorfer“ und „Dick Ravenal“.

## Leben und Werk
Vlak erhielt im Alter von acht Jahren Klavierunterricht und spielte Trompete in einem Fanfaren-Orchester. Im Alter von 15 Jahren konnte er als freier Kopist bei der Rundfunkanstalt Nederlandse Radio Unie (heute NOS) Erfahrung sammeln. Er studierte am Conservatorium van Amsterdam und schloss die Studien Klavier (1959) sowie Trompete und Orchesterspiel (1961) mit dem Diplom ab. Blasorchester-Direktion studierte er am Musiklyzeum in Amsterdam bei Kors Monster und Musiktheorie an der Berkley Highschool in San Francisco.
Während seines Studiums spielte er in verschiedenen Ensembles und Orchestern (Revue, Musical, Operette und Sinfonieorchester). Wegen einer chronischen Erkrankung musste er mit 25 Jahren seine Laufbahn als Trompeter beenden und widmete sich dem Komponieren, was ihm nationale und internationale Anerkennung und Auszeichnung verlieh. Bei verschiedenen Verlagen wurden mehr als 250 Kompositionen veröffentlicht. Vlak wirkte auch als Dirigent verschiedener Blaskapellen sowie als Juror bei nationalen und internationalen Wettbewerben und hielt Seminare.
Am 5. Dezember 2014 starb Kees Vlak im Alter von 76 Jahren in Schoorl, Niederlande.

## Werke für Blasorchester (Auswahl)
- 1966 Paso Cabaio
- 1968 Western Rhapsody
- 1969 De Bovenwindse Eilanden
- 1970 Antiliaanse Suite
- 1971 Persons in Brittain
- 1971 Rivierencyclus (gemeinsam mit Arie Maasland, der dererlei Werke unter dem Pseudonym Malando veröffentlichte)
- 1972 Music for a Movie Picture
- 1972–1973 Happy sound selections nr. 1,2 und 3.
- 1972 Yong ones partita
- 1973 Danzas Folkloristicas
- 1973 Uncle Jack's special
- 1974 El Paso moro Gitano
- 1975 Two Russian Folksongs
- 1975 Fryske Fantasie
- 1975 The prizze
- 1977 The electric seven
- 1977 Western pictures
- 1977 A Strange Party
- 1978 Berber Suite
- 1979 Five for the blues
- 1979 Limburg fantasie
- 1979 Profiles Symphonique
- 1979 El Paso Montanesa
- 1980 Brabant fantasie
- 1980 Introduction the Band
- 1981 Fantasy on french Christmas-Songs
- 1981 Impressions Rhapsodiques - De Markerwaard für Fanfare-Orchester
- 1981–1984 The Four Seasons
- 1981 Military Suite
- 1982 Concerto for Bass-Clarinet
- 1982 Coexistence
- 1984 Polderstad für Chor und Blasorchester
- 1984 A new dress for the emperor nach dem Märchen von Hans Christian Andersen für Erzähler(in) und Blasorchester
- 1986 Cordilleras de los Andes (gemeinsam mit dem oben genannten Arie Maasland)
- 1986 Amsterdam Pictures
- 1986 The Highlands
- 1986 Tapas de Cocina
- 1987 Simple Symphony
- 1987 Sculptures of an exhibition
- 1988 Liberation
- 1988 Caribbean Concerto
- 1997 Stockholm Waterfestival
- 2004 Alcazar (Spanish Overture for Band)
- 2006 Mazury Rhapsody (A Journey to Poland)
- 2007 Tokyo Adventure